# 貴人鄭氏 (朝鮮仁宗)
貴人鄭氏（1520年—1566年），朝鮮仁宗的後宮嬪御，本貫迎日，鄭惟沈與妻安氏之長女。

## 生平
鄭氏生於中宗十五年八月。中宗二十八年（1533年），由於世子結婚多年無子，因此鄭氏以十四歲之齡入宮為世子後宮良娣，頗受世子寵愛。中宗曾經誇讚她：「鄭氏品行端潔，很少有人比得上她。能得到如此賢德的女子，是世子的福氣。」中宗三十九年元月，東宮發生大火，世子受困於火場中，其他侍妾只顧著自保，唯有鄭氏急忙進入宮殿將世子救出，中宗得知後，大為讚揚，特別賞賜她。不久中宗崩殂，世子繼位，即仁宗。仁宗按例封鄭氏為淑儀，然而仁宗不長壽，在位僅一年便過世，由其弟慶原大君繼位，為明宗。鄭氏作為先王後宮，再加上受到其妹夫李瑠涉嫌謀反一事的牽連，已無法繼續留在宮內，因此由文定王后下旨，命其居住在「仁壽宮」。
明宗六年，王妃沈氏產下元子（順懷世子），鄭氏因此進位昭儀，十八年陞為貴人。明宗二十一年春天，鄭氏突患重病，因此出宮回到位於仁達坊的私宅治療，儘管醫員全力搶救，還是在三月十三日過世，享年47歲（虛歲）。

## 家族
| 关系   | 姓名                     | 生卒年        | 备注                                                             |
| ------ | ------------------------ | ------------- | ---------------------------------------------------------------- |
| 祖父   | 鄭潙                     |               |                                                                  |
| 外祖父 | 安彭壽                   |               |                                                                  |
| 父     | 鄭惟沈，字「巨源」       | 1493年-1570年 | 贈領議政、迎昌府院君。                                           |
| 母     | 竹山安氏                 | 1495年-1573年 | 贈貞敬夫人。                                                     |
| 兄     | 鄭滋，字「敏古」         | 1515年-1547年 |                                                                  |
| 兄     | 鄭沼，字「仲涵」         |               |                                                                  |
| 妹     | 迎日鄭氏                 |               | 适崔弘渡。                                                       |
| 妹     | 鄭守貞                   |               | 烏川郡夫人，宗室桂林君李瑠繼室。                                 |
| 弟     | 鄭滉，字「叔涵」         |               | 贈資憲大夫、兵曹判書、行通政大夫、內贍寺副正。                   |
| 姪女   | 迎日鄭氏                 | 1557年-1579年 | 貴人鄭氏，朝鮮宣祖後宮。                                         |
| 弟     | 鄭澈，字「季涵」，號松江 | 1536年-1593年 | 左議政、光國平難功臣、寅城府院君，肅宗十一年（1684年）賜諡文清。 |

## 附註
1. ↑  《貴人鄭氏行狀》 ……中廟嘗曰，鄭氏端潔，罕有其比。得此哲婦，世子之福也。每見必贊。……
2. ↑  《明宗實錄》2卷, 卽位年（1545年 / 乙巳年 / 明嘉靖24年）12月19日（戊申）
  - 院相尹仁鏡等啓曰：「……仁宗後宮鄭氏，迄留闕中，臣等之意，亦爲未便，常欲啓之，臺諫之啓，果爲當矣。鄭氏以罪人瑠妻之兄，已不可在內，況其見於凶徒之招，亦屢矣乎？請從臺諫之啓，亟命出宮。然勿送私第，乃於慈壽宮、仁壽宮中，以公處出送爲當。」
  - 兩司啓鄭氏出宮事，不允。再啓，答曰：「鄭氏旣知朝議如此, 已於公處出去矣。」
3. ↑  《貴人鄭氏行狀》 ……丙寅春，貴人疾作，出寓于仁達坊私第，彌留不差。上特遣諸名醫及內醫女命藥，往來絡繹，竟不能救。以三月甲辰卒，享年四十七。……